# Irena Delmar-Czarnecka
Irena Delmar-Czarnecka, właśc. Irena Helena Reyzz-Rubini primo voto Głowacka (ur. 8 maja 1923 w Częstochowie) – polska śpiewaczka, aktorka, producentka, działaczka kulturalna na emigracji.

## Życiorys
Jest córką ekonomisty i prawnika Maksymiliana Reyzza-Rubiniego i pianistki Heleny z Lubicz-Majewskich. Miała dwóch braci. Juliusz Reyzz-Rubini walczył w powstaniu warszawskim w batalionie „Zośka” i zginął 5 sierpnia 1944 w czasie wyzwolenia „Gęsiówki”, a Wiktor Reyzz-Rubini był pisarzem, publicystą i dramaturgiem. W 1948 występowała jako chórzystka w Operetce Warszawskiej. 
W 1951 przybyła do Londynu, gdzie mieszkała jej ciotka, artystka Mila Kamińska, pozostając na emigracji. Początkowo pracowała jako modelka. Kształciła się w zakresie śpiewu na studiach wokalno-muzycznych w Warszawie, Mediolanie i Londynie. Przystąpiła do Brytyjskiego Związku Artystów Teatralnych i Filmowych „Equity”. Została aktorką Polskiego Teatru Dramatycznego, Teatru Polskim ZASP, Teatru Hemara, Teatru Ref-Rena, Teatru Budzyńskiego. Jako artystka sceniczna występowała w Wielkiej Brytanii, Stanach Zjednoczonych, Kanadzie. W 1981 została prezesem Związku Artystów Scen Polskich za Granicą (Londyn). Pełniła stanowisko dyrektora Teatru ZASP w Londynie. Przyjęła obywatelstwo brytyjskie.
W 1955 w Londynie została żoną pułkownika Kamila Czarneckiego (1912-2001). W Londynie Irena i Kamil Czarneccy przyjaźnili się z małżeństwem gen. Władysławem Andersem i jego żoną Ireną (generał spędził u Czarneckich ostatni dzień życia). Była inicjatorką i przewodniczącą komitetu budowy pomnika „Dla Nich”, poświęconego Żołnierzom Polskich Sił Zbrojnych na Zachodzie i ustanowionego w 2012 na Cmentarzu Wojskowym na Powązkach w Warszawie, gdzie spoczęły prochy jej męża Kamila i jego brata Mariana Czarneckiego, także pułkownika.
O życiu Ireny Delmar-Czarneckiej opowiada film dokumentalny pt. Tęskniłeś tyle lat..., autorstwa Leszka Platty z 2000.

## Odznaczenia i wyróżnienia
- Krzyż Komandorski Orderu Odrodzenia Polski (25 listopada 2014, za wybitne zasługi w działalności na rzecz środowiska polonijnego w Wielkiej Brytanii, za popularyzowanie polskiej kultury)[17][18]
- Krzyż Oficerski Orderu Odrodzenia Polski (11 listopada 1990)[19]
- Krzyż Kawalerski Orderu Odrodzenia Polski (11 listopada 1982)[20]
- Krzyż Oficerski Orderu Zasługi Rzeczypospolitej Polskiej (23 listopada 1993, za wybitne zasługi w działalności kulturalnej)[21]
- Medal „Polonia Mater Nostra Est”
- Srebrny Medal Zasłużony Kulturze „Gloria Artis” (13 września 2007)[22][23]
- Złota Odznaka Stowarzyszenia Polskich Kombatantów w Wielkiej Brytanii
- Złota Odznaka Lotników
- Dyplom honorowy Ministra Kultury i Dziedzictwa Narodowego (2009, za całokształt działalności propagującej twórczość 20-lecia międzywojennego poza granicami Polski)[24]
- Laureatka „Złotego Liścia Retro 2009”[25]
- Honorowe członkostwo Związku Artystów Scen Polskich w Polsce (2005)
- Honorowe członkostwo Ogniska Polskiego w Londynie
- Srebrna odznaka honorowa Koła Lwowian w Londynie (1970)[26]